# Wald-Knäuelgras
Das Wald-Knäuelgras (Dactylis polygama Horv., Syn.: Dactylis glomerata subsp. lobata (Drejer) H.Lindb.), auch Aschersons Knäuelgras genannt, ist eine Pflanzenart aus der Gattung der Knäuelgräser (Dactylis) innerhalb der Familie der Süßgräser (Poaceae).

## Beschreibung

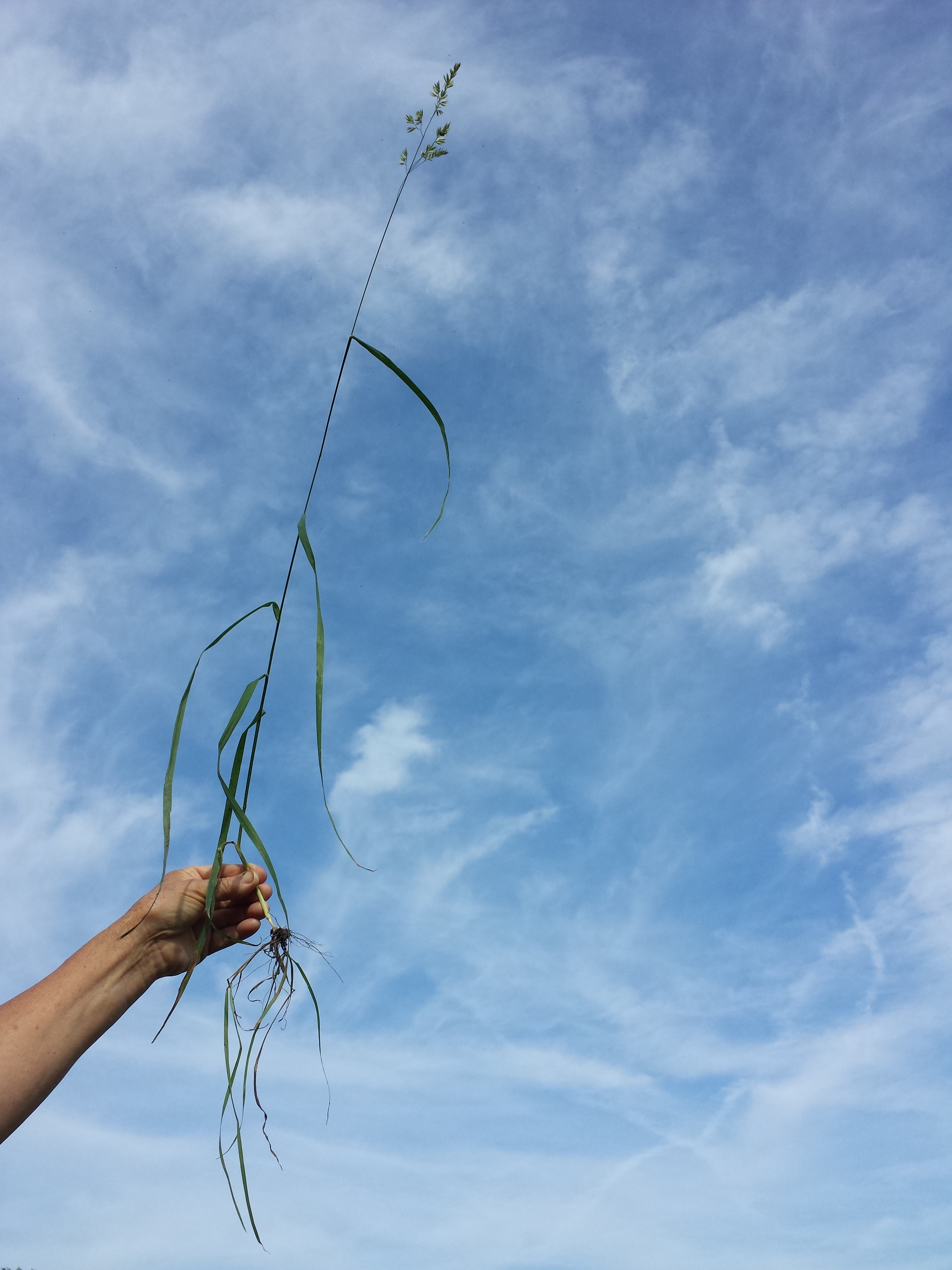
Habitus mit übergebogenen Laubblättern

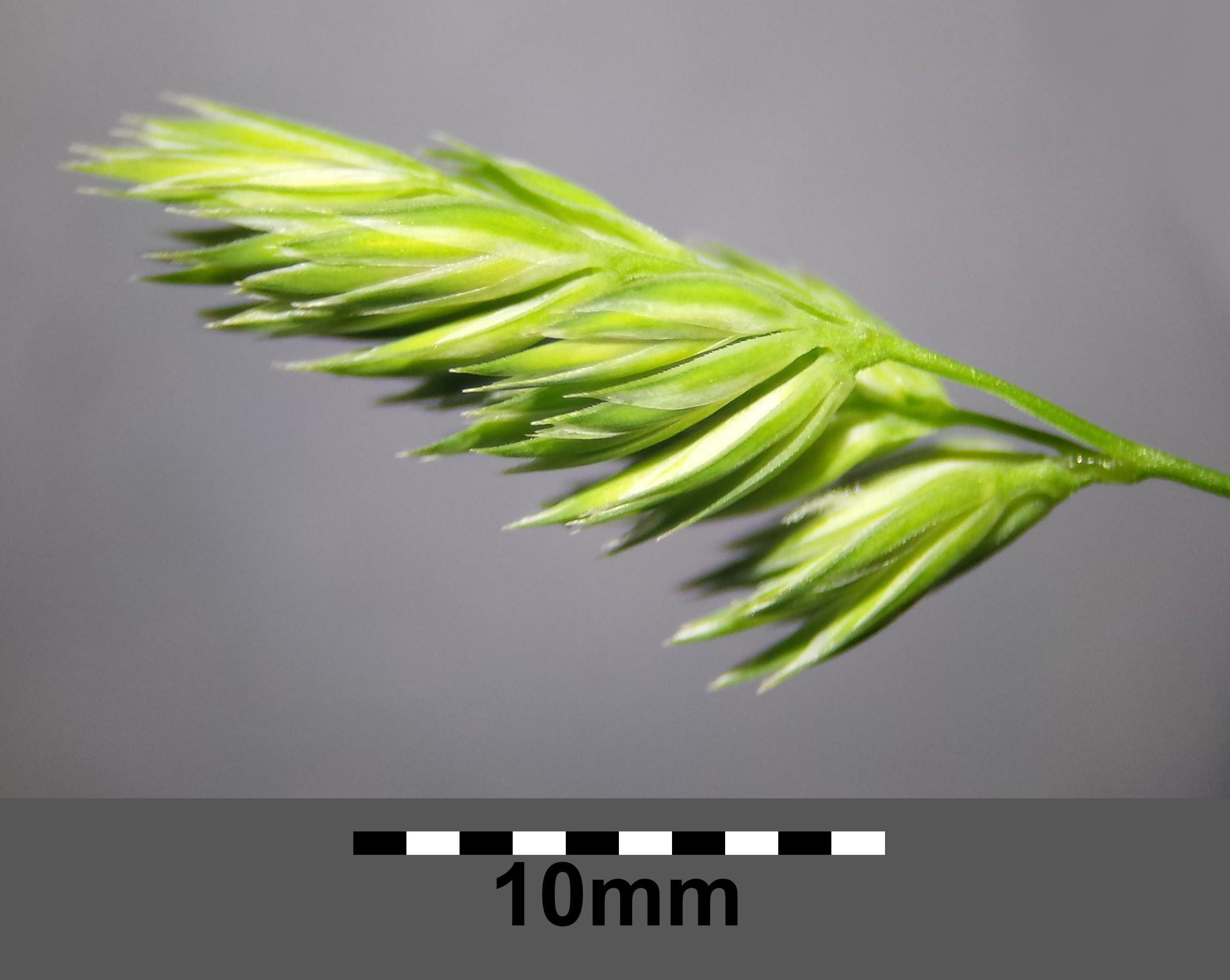
Blütenstand

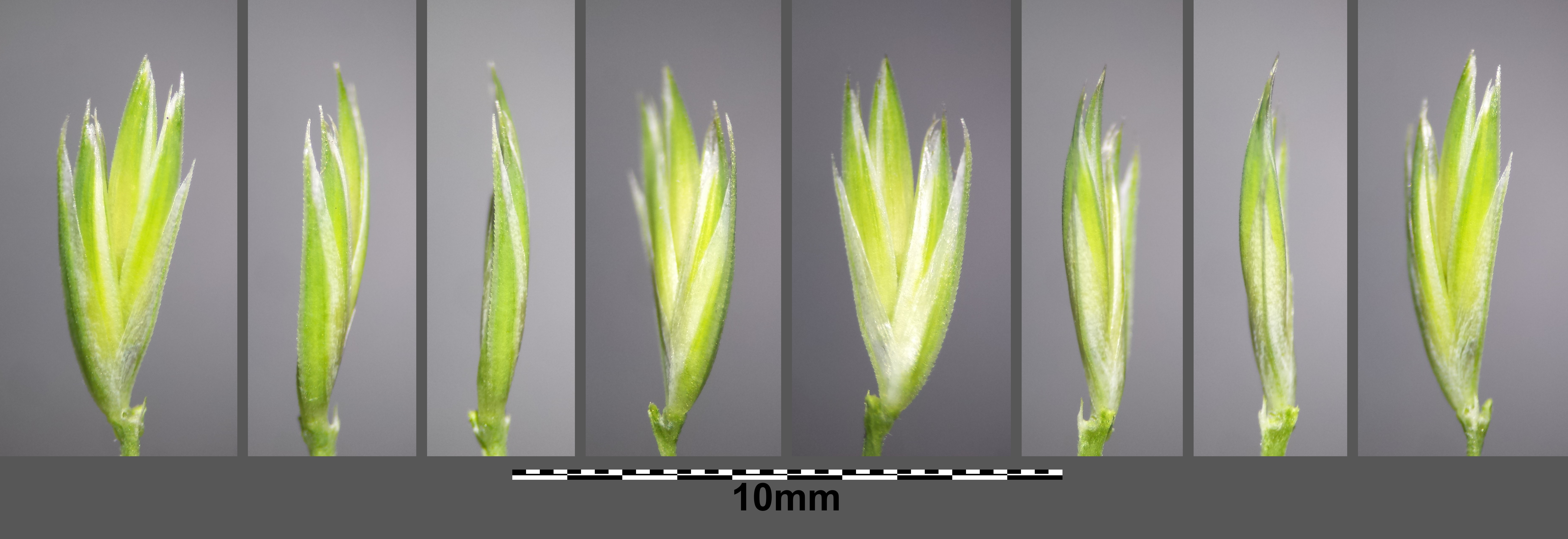
Ährchen aus 8 Richtungen gesehen

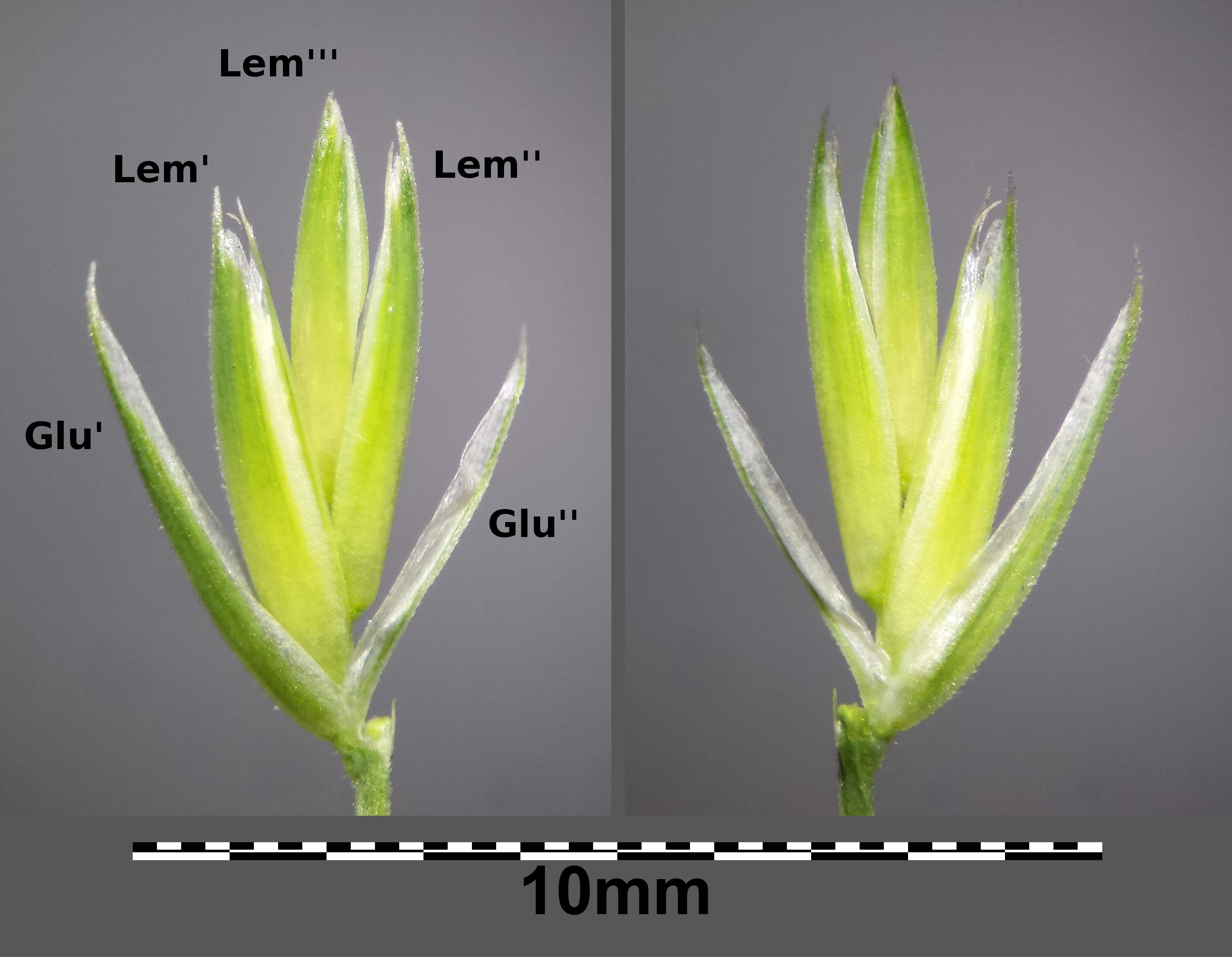
Aufgefächertes Ährchen mit Hüllspelzen (Glu) und drei in Deckspelzen (Lem) eingehüllte Blüten

### Vegetative Merkmale
Das Wald-Knäuelgras ist eine kräftige, ausdauernde, krautige Pflanze, die Wuchshöhen von 20 bis 60 (bis zu 100) Zentimetern erreicht. Die oberirdischen Pflanzenteile sind hell-grün bis gelblich-grün und die Art wächst in Horsten. Sie bildet keine Ausläufer. Jeder Halm hat 3 bis 5 kahle Knoten. Die Blattscheiden sind seitlich zusammengedrückt, gekielt und in der oberen Hälfte zerstreut und kurz behaart. Die meist überhängenden Blattspreiten sind 10 bis 35 Zentimeter lang und 3 bis 7 Millimeter breit. Die Ligula der Halmblätter ist 2 bis 5 Millimeter lang.

### Generative Merkmale
Die Blütezeit reicht von Juni bis September. Der rispige Blütenstand ist 6 bis 12 Zentimeter lang, schlaff und meist nickend und nur während der Anthese weit ausgebreitet. Die Seitenäste der Rispe gehen einzeln von der rauen Hauptachse ab. Die unteren Seitenäste sind nur im obersten Teil verzweigt und locker mit Ährchen besetzt. Die Ährchen sind drei- bis vierblütig und 5 bis 8 Millimeter lang. Die beiden Hüllspelzen sind fast gleich, sie sind gekielt, kahl, aber auf dem Mittelnerv kurz bewimpert und 3 bis 5 Millimeter lang. Die Deckspelze ist kahl und nur auf dem Mittelnerv in der oberen Hälfte kurz und fein bewimpert; sie ist spitz oder schmal-abgerundet und ihr Mittelnerv läuft in eine kurze Grannenspitze aus. Sie ist 4 bis 7 Millimeter lang. Die Vorspelzen sind zweinervig und etwa 0,5 Millimeter kürzer als die Deckspelzen. Die Staubbeutel sind 1,5 bis 2 Millimeter lang.
Die Chromosomenzahl beträgt 2n = 14.

## Vorkommen
Das Wald-Knäuelgras ist in Europa verbreitet von Ostfrankreich, der nördlichen Schweiz und dem nördlichen Italien bis Dänemark, Schweden und ostwärts bis Polen, Bulgarien und zum Kaukasus. Es gibt ursprüngliche Vorkommen in Frankreich, den Niederlanden, Luxemburg, Deutschland, der Schweiz, Österreich, Italien, Dänemark, Schweden, Polen, Tschechien, die Slowakei, Litauen, Estland, Russland, Belarus, Ukraine, Ungarn, Rumänien, Moldau, Serbien, Kosovo, Slowenien, Kroatien, Bulgarien, der Türkei und im Kaukasusgebiet. In Belgien ist die Ursprünglichkeit zweifelhaft.
Es ist eine Halbschattenpflanze und kommt in Laubwäldern besonders in der kollinen Höhenstufe vor. Es wächst besonders in den Pflanzengesellschaften des Verbands Carpinion.
Die ökologischen Zeigerwerte nach Landolt et al. 2010 sind in der Schweiz: Feuchtezahl F = 2+ (frisch), Lichtzahl L = 3 (halbschattig), Reaktionszahl R = 2 (sauer), Temperaturzahl T = 4+ (warm-kollin), Nährstoffzahl N = 3 (mäßig nährstoffarm bis mäßig nährstoffreich), Kontinentalitätszahl K = 4 (subkontinental).

## Systematik
Dactylis polygama wurde 1774 durch Zsigmond Horvátovszky in Florae Tyrnaviensis Indigenae pars prima, S. 15 erstveröffentlicht. Synonyme für Dactylis polygama Horv. sind: Dactylis aschersoniana Graebn., Dactylis glomerata subsp. aschersoniana (Graebn.) Thell., Dactylis glomerata subsp. polygama (Horv.) Domin, Dactylis glomerata var. lobata Drejer.
Der wohl gültige Name bei den Unterarten von Dactylis glomerata ist Dactylis glomerata subsp. lobata (Drejer) H.Lindb. Siehe R. J. Soreng: Dactylis. In: Catalogue of New World Grasses (Poaceae): IV. Subfamily Pooideae, In: Contributions from the United States National Herbarium, Band 48, 2003, S. 242–244.
Dactylis polygama ist ein Synonym von Dactylis glomerata subsp. lobata (Drejer) H.Lindb.  Aber die Taxonomie der Gattung Dactylis wird kontrovers diskutiert. Bei vielen Autoren ist Dactylis eine monotypische Gattung mit der einzigen Art Dactylis glomerata und einigen Unterarten. Bei anderen Autoren werden einige Kleinarten aufgeführt.